# 关寨站

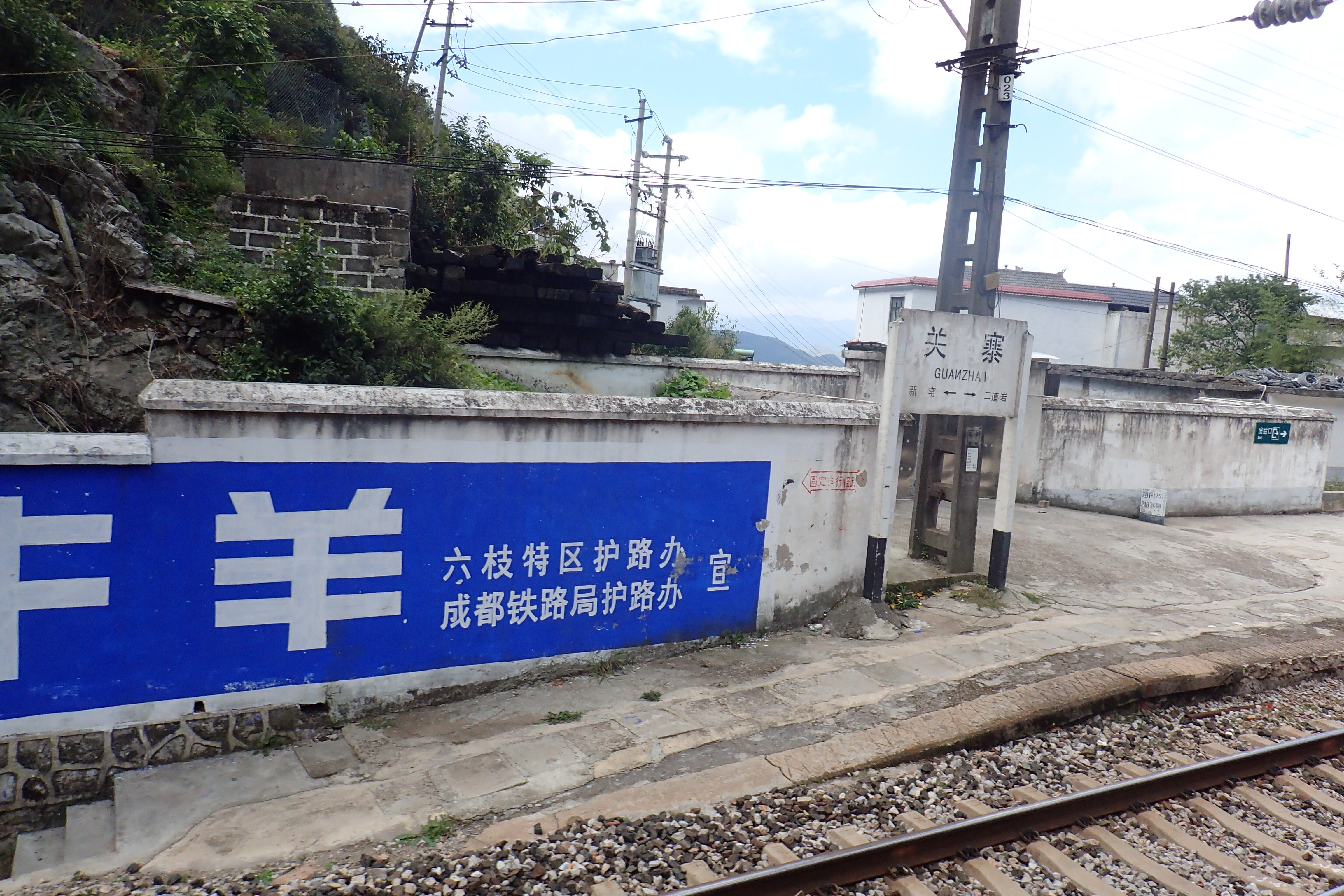
2017年，列车上拍摄的关寨站站牌

关寨站是位于贵州省六盘水市六枝特区关寨镇关寨村的一个铁路车站，邮政编码553412。车站建于1966年，有沪昆铁路经过该站。在株六复线建设期间，从本站上行的花赖新建至那玉站的上行线。新线通过长隧道大竹林隧道截弯取直，不经过新窑站。车站距离贵阳站188公里，隶属成都铁路局六盘水车务段，是五等站，每日有一对慢车停靠。
本站站名由邓小平于1965年11月视察建设中的关寨站时题写。

## 文物保护
2018年7月31日，车站建筑以“六枝关寨火车站”的名义被贵州省人民政府公布为第六批贵州省文物保护单位。